# Simulium perflavum
Simulium perflavum är en tvåvingeart som först beskrevs av Roubaud 1906.  Simulium perflavum ingår i släktet Simulium och familjen knott. Inga underarter finns listade i Catalogue of Life.